# Erich Franckenfeldt
Erich Franckenfeldt (Ilford, 8 settembre 1898 – Zurigo, 1980) è stato un calciatore svizzero, di ruolo attaccante.

## Carriera

### Nazionale
Ha collezionato 2 presenze con la propria Nazionale.

## Statistiche

### Cronologia presenze e reti in Nazionale
| Cronologia completa delle presenze e delle reti in nazionale ― Svizzera | Cronologia completa delle presenze e delle reti in nazionale ― Svizzera | Cronologia completa delle presenze e delle reti in nazionale ― Svizzera | Cronologia completa delle presenze e delle reti in nazionale ― Svizzera | Cronologia completa delle presenze e delle reti in nazionale ― Svizzera | Cronologia completa delle presenze e delle reti in nazionale ― Svizzera | Cronologia completa delle presenze e delle reti in nazionale ― Svizzera | Cronologia completa delle presenze e delle reti in nazionale ― Svizzera |
| Data                                                                    | Città                                                                   | In casa                                                                 | Risultato                                                               | Ospiti                                                                  | Competizione                                                            | Reti                                                                    | Note                                                                    |
| ----------------------------------------------------------------------- | ----------------------------------------------------------------------- | ----------------------------------------------------------------------- | ----------------------------------------------------------------------- | ----------------------------------------------------------------------- | ----------------------------------------------------------------------- | ----------------------------------------------------------------------- | ----------------------------------------------------------------------- |
| 14-4-1929                                                               | Berna                                                                   | Svizzera                                                                | 4 – 5                                                                   | Ungheria                                                                | Coppa Internazionale 1927-1930                                          | -                                                                       |                                                                         |
| 5-5-1929                                                                | Losanna                                                                 | Svizzera                                                                | 1 – 4                                                                   | Cecoslovacchia                                                          | Coppa Internazionale 1927-1930                                          | -                                                                       |                                                                         |
| Totale                                                                  |                                                                         | Presenze                                                                | 2                                                                       |                                                                         | Reti                                                                    | 0                                                                       |                                                                         |